# Jakub Podrazil
Jakub Podrazil (Praga, Checoslovaquia, 9 de enero de 1992) es un deportista checo que compitió en remo.
Ganó dos medallas en el Campeonato Europeo de Remo, en los años 2011 y 2012, en la prueba de ocho con timonel. Además, obtuvo cuatro medallas en el Campeonato Mundial de Remo en Sala, entre los años 2018 y 2025.
Participó en tres Juegos Olímpicos de Verano, entre los años 2012 y 2020, ocupando el séptimo lugar en Río de Janeiro 2016, en la prueba de dos sin timonel.

## Palmarés internacional
| Campeonato Europeo | Campeonato Europeo | Campeonato Europeo | Campeonato Europeo |
| Año                | Lugar              | Medalla            | Prueba             |
| ------------------ | ------------------ | ------------------ | ------------------ |
| 2011               | Plovdiv (Bulgaria) | Medalla de plata   | Ocho con timonel   |
| 2012               | Varese (Italia)    | Medalla de bronce  | Ocho con timonel   |

| Campeonato Mundial | Campeonato Mundial          | Campeonato Mundial | Campeonato Mundial |
| Año                | Lugar                       | Medalla            | Prueba             |
| ------------------ | --------------------------- | ------------------ | ------------------ |
| 2018               | Alexandria (Estados Unidos) | Medalla de oro     | 2000 m             |
| 2023               | Mississauga (Canadá)        | Medalla de bronce  | 2000 m             |
| 2024               | Praga (República Checa)     | Medalla de bronce  | 2000 m             |
| 2025               | Sede virtual                | Medalla de plata   | 2000 m             |